# 普通大学学习文凭
普通大学学习文凭（Diplôme d'études universitaires générales, DEUG）是法国已不存在的一种国家高等教育文凭，属于Bac+2级别，即法国业士文凭之后两年高等教育。该文凭创建于1973年，由于2006年的学士-硕士-博士课程改革，被从国家职业培训注册中心（RNCP）中移除。然而，许多大学仍然会根据申请授予该文凭。该文凭主要面向未能获得学士学位（Diplôme national de licence）的学生。
该文凭需要两年的学习，大致相当于美国教育体系中的副学士学位。通过全面且正确的入学考试，AA（文科副学士）或AS（理科副学士）学位可以相当于美国大学前两年的学习。

## 对比
| 博士 (3)  |
| 硕士(2)   |
| 本科(3)   |
| LMD新制度 |

| 博士 (3)                              |
| 高等深入研究文凭/高等专业研究文凭 (1) |
| Maîtrise(1)                           |
| 国家学士文凭 (1)                      |
| 普通大学学习文凭 (2)                  |
| 旧制度                                |